# Sis nits d'agost
Sis nits d'agost és una pel·lícula catalana de drama biogràfic de 2022, dirigida per Ventura Durall. Està basada en el llibre homònim de Jordi Lara i se centra en els darrers dies de vida de Lluís Maria Xirinacs, interpretat per Manel Barceló.
El rodatge va començar el 30 de maig de 2022 a Barcelona, Ripoll i Ogassa. Està produïda per Mallerich Films i Nanouk Films. Es va estrenar el 29 d'agost de 2022 a TV3 en el programa Sense ficció, en el marc d'una nit temàtica, seguit del documental Xirinacs, a contracorrent. En la seva estrena a TV3 va liderar la franja d'emissió i va ser el vuitè programa més vist del dia, amb 192.000 espectadors i una quota del 12,9%, sumant en total una audiència acumulada de 501.000 espectadors.

## Argument
Lluís Maria Xirinacs surt de Barcelona un dilluns d'agost del 2007 camí de la muntanya. Era el dia que feia setanta-cinc anys. Sis dies més tard, un boletaire el troba estirat en un prat, mort. Havia deixat una carta de comiat titulada «Acte de sobirania». S'havia deixat morir. Per què ho va fer?

## Repartiment
- Manel Barceló: Lluís Maria Xirinacs
- Anna Alarcón: Duna
- Marta Marco: Carme
- Neus Ballbé: Àlex
- Quimet Pla: Rovira
- Carles Martínez: Parés
- Xavier Soler: Busquets
- Cesca Piñón: Núria Roig
- Gonzalo Cunill: Kim